# Гнилицкие Дворики
Гнили́цкие Дво́рики — посёлок в составе городского округа «город Дзержинск» Нижегородской области.

## История
В «Списке населенных мест» Нижегородской губернии по данным за 1859 год значатся как казённые дворики при болотах и колодце Балахнинского уезда в 35 верстах от уездного города Балахна. Насчитывалось 4 двора и проживало 27 человек (14 мужчин и 13 женщин).

## Население
| 2002 | 2010 |
| ---- | ---- |
| 62   | ↗63  |